# Xenoserica brachyptera
Xenoserica brachyptera är en skalbaggsart som beskrevs av Ahrens 2005. Xenoserica brachyptera ingår i släktet Xenoserica och familjen Melolonthidae. Inga underarter finns listade i Catalogue of Life.